# Maienfeld
Maienfeld (rétorománsky Maiavilla) je obec ve švýcarském kantonu Graubünden, okresu Landquart. Nachází se v údolí Rýna, asi 17 kilometrů severně od Churu v nadmořské výšce 504 metrů. Žije zde přibližně 2 900 obyvatel.
Jde o známou vinařskou obec s tradicí pěstování vína po staletí. Místní vinice jsou považovány za nejstarší nepřetržitě obdělávané v Evropě.

## Geografie

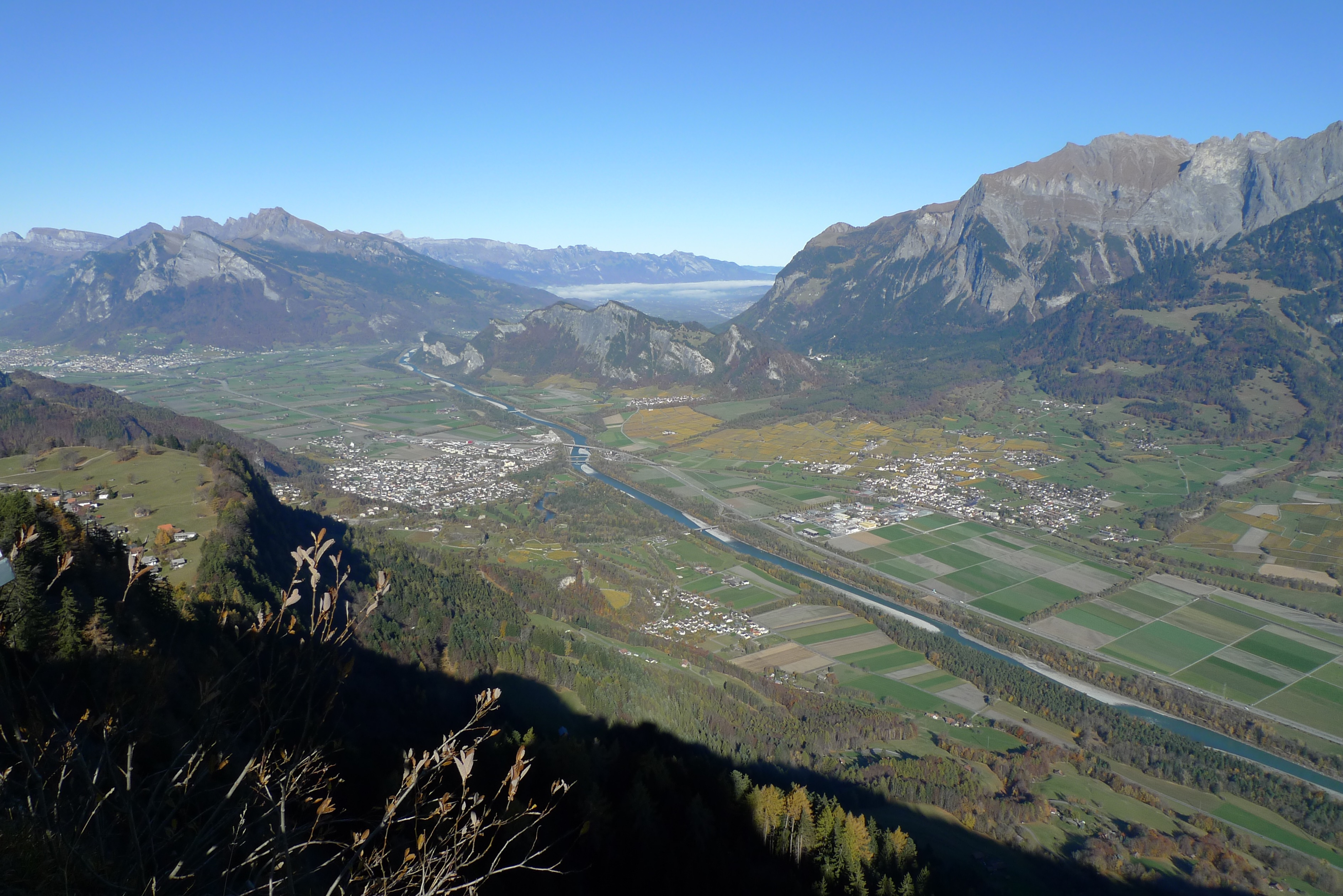
Pohled na rýnské údolí (Maienfeld vpravo uprostřed)

Maienfeld se nachází 8 kilometrů jihovýchodně od Sargans v širokém údolí Rýna a říká se mu také „třetí město na Rýně“ („prvním“ je Ilanz a „druhým“ Chur). Obec sousedí na západě s obcí Bad Ragaz (kanton St. Gallen), na západě a severu s obcí Fläsch (kanton Graubünden), na východě s obcemi Balzers, Triesen a Schaan (Lichtenštejnské knížectví), Nenzing (Rakousko), s obcí Seewis im Prättigau, na jihozápadě s obcemi Jenins a Malans a na jihu s obcemi Landquart a Zizers.
Obec leží na pravé straně údolí Rýna na úpatí masivu Falknisu a tvoří ji městečko Maienfeld s osadami Bovel, Rofels a St. Luzisteig. Ta je jakýmsi průsmykem do Lichtenštejnského knížectví se stejnojmennou pevností z 18. století, která stále slouží jako kasárna švýcarské armády. Stará walserská osada Stürfis byla v roce 1633 opuštěna, přeměněna na alpu města Maienfeld a obyvatelé přesídlili do Rofelsu. Osada Walser Guscha byla obydlena až do roku 1969, kdy se poslední dvě rodiny odstěhovaly poté, co byla půda prodána armádě jako výcvikový prostor. Mezi Maienfeldem a Jeninsem leží koryto říčky Teilerrüfi.
Z celkové rozlohy obce 3237 ha připadá 1433 ha na zemědělskou půdu. Většinu tvoří orná půda a horské pastviny (737 ha), ale 122 ha je využíváno pro vinice, sady a zahradnictví. 1034 ha území obce pokrývají lesy a lesní porosty. Kromě 596 ha neproduktivní půdy (převážně horské) je 174 ha zastavěná plocha.
Do 23. října 1977 existovala takzvaná Kommunanz, obecní svazek Maienfeld-Fläsch, který patřil společně oběma obcím.

## Historie

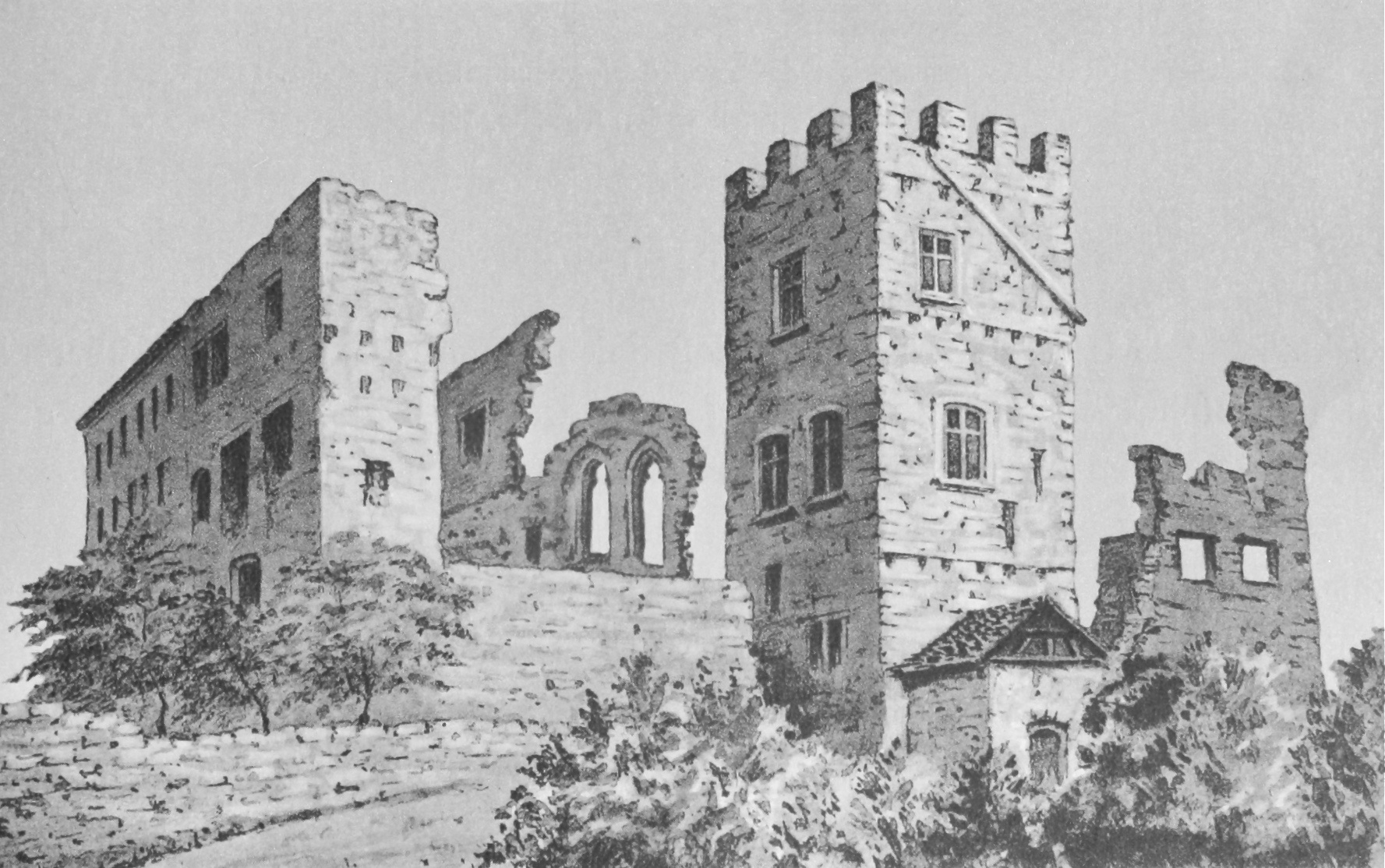
Hrad Brandis na kresbě z roku 1880

V obci byly nalezeny pravěké nálezy. Maienfeld byl poprvé zmíněn ve 4. století jako Magia na Peutingerově mapě, mezi lety 801–805 jako Lupinis. Magia byla pravděpodobně římská stanice na historických cestách v údolí Rýna, na rozcestí cest do Curychu (Turicum) a Bregenzu (Brigantium).
Městská práva jsou poprvé doložena v roce 1434, ale tržní práva patřila nedaleké obci Malans. Maienfeld se tradičně nazývá městem, jehož centrálním náměstím je Städtli. Maienfeld byl od roku 1436 členem Zehngerichtebundu a v roce 1438 uzavřel s barony z Brandisu městské právo. V letech 1416 až 1510 tito byli pány Maienfeldu spolu s hrabstvím Vaduz a panstvím Schellenberg v dnešním Lichtenštejnsku. V roce 1499 byl Maienfeld během švábské války obsazen vojsky konfederace a spojenci. Baroni přitom padli do zajetí. V roce 1510 koupili Maienfeld od baronů z Brandisu členové tzv. Tří lig (Drei Bünde). To znamenalo, že obyvatelé Maienfeldu byli na jedné straně panovníky jako členové Ligy deseti dvorů, ale na druhé straně byli poddanými Tří lig, protože Maienfeld byl součástí „společného panství“ Tří lig zvaného Bündner Herrschaft. Protože panství Schellenberg a Vaduz byla prodána hrabatům ze Sulzu, vznikla v blízkosti řeky St. Luzisteig dnešní státní hranice mezi Lichtenštejnskem a Švýcarskem. Maienfeld se stal pohraničním městem. V roce 1803 se po připojení ke Třem konfederacím stal součástí Švýcarska.
Od 14. století se do okolí města stěhovali Walserové a založili zde několik osad, které se staly součástí města jako tzv. Walsergemeinde Berg. Jejich obyvatelé byli přijati za občany města až o několik století později. K těmto osadám patří Rofels, Bovel, Guscha, Stürfis a Vatscherin („Hölzli“), přičemž poslední dvě jmenované jsou dnes opuštěné.
Maienfeld, do té doby rétorománský, byl v 16. století poněmčen. Reformace byla zavedena již v roce 1529.
Po vybudování tratě v údolí Rýna ze St. Gallenu do Churu v polovině 19. století a krátce poté i odbočky do Curychu ztratilo město význam pro osobní i nákladní dopravu. Jeho funkce regionálního centra přešla na blízká města Bad Ragaz, Sargans a Landquart.

## Obyvatelstvo
| Vývoj počtu obyvatel | Vývoj počtu obyvatel | Vývoj počtu obyvatel | Vývoj počtu obyvatel | Vývoj počtu obyvatel | Vývoj počtu obyvatel | Vývoj počtu obyvatel | Vývoj počtu obyvatel |
| -------------------- | -------------------- | -------------------- | -------------------- | -------------------- | -------------------- | -------------------- | -------------------- |
| Rok                  | 1850                 | 1900                 | 1950                 | 2000                 | 2004                 | 2020                 |                      |
| Počet obyvatel       | 1232                 | 1240                 | 1568                 | 2368                 | 2432                 | 3005                 |                      |

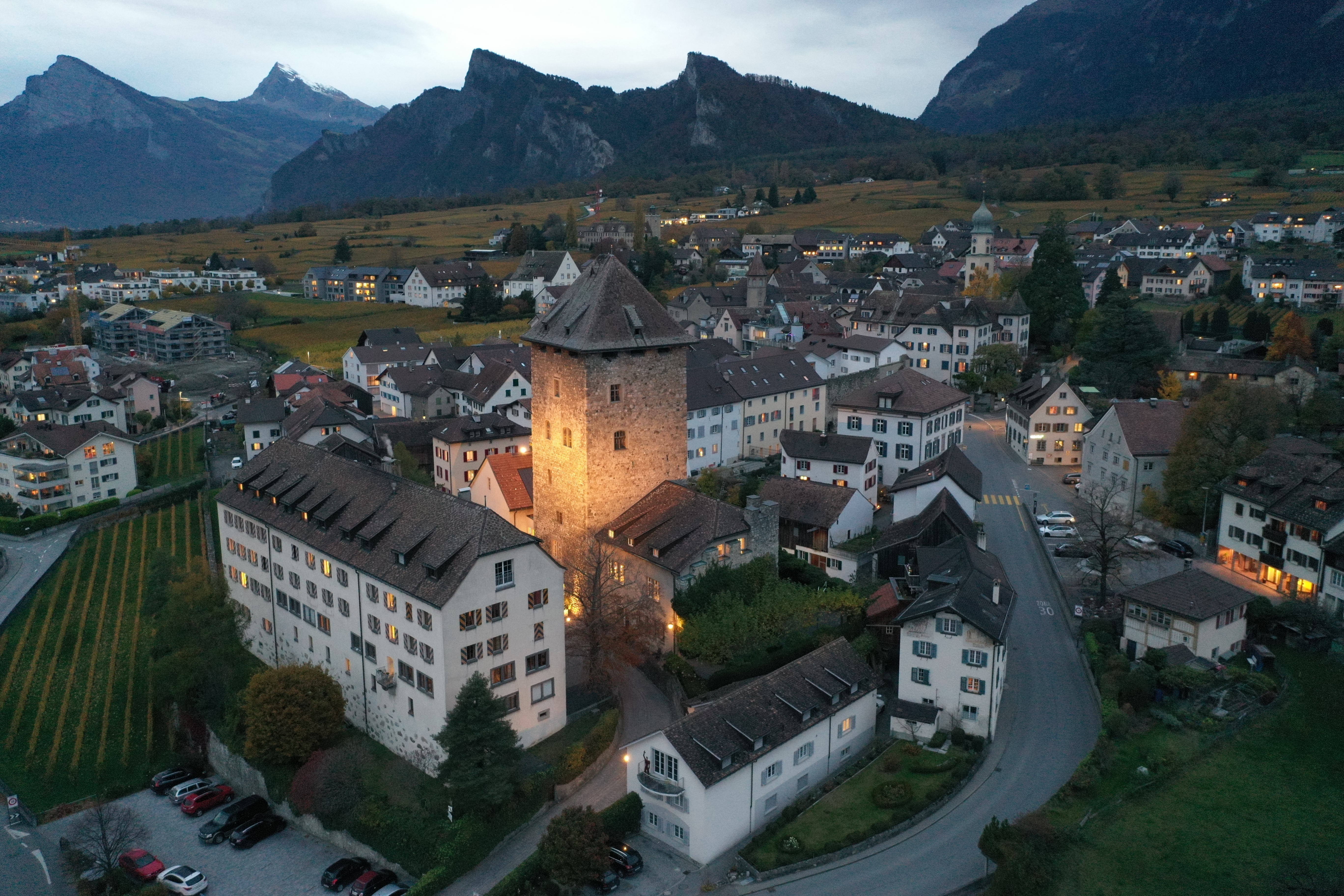
Podvečerní Maienfeld

Z 2432 obyvatel na konci roku 2004 bylo 2208 (91 %) švýcarských státních příslušníků. Při sčítání lidu v roce 2000 uvedlo 92 % obyvatel jako svůj hlavní jazyk němčinu (nejčastější hlavní jazyk), 1,5 % portugalštinu (druhý nejčastější jazyk) a 1,5 % rétorománštinu (třetí nejčastější jazyk).

## Hospodářství

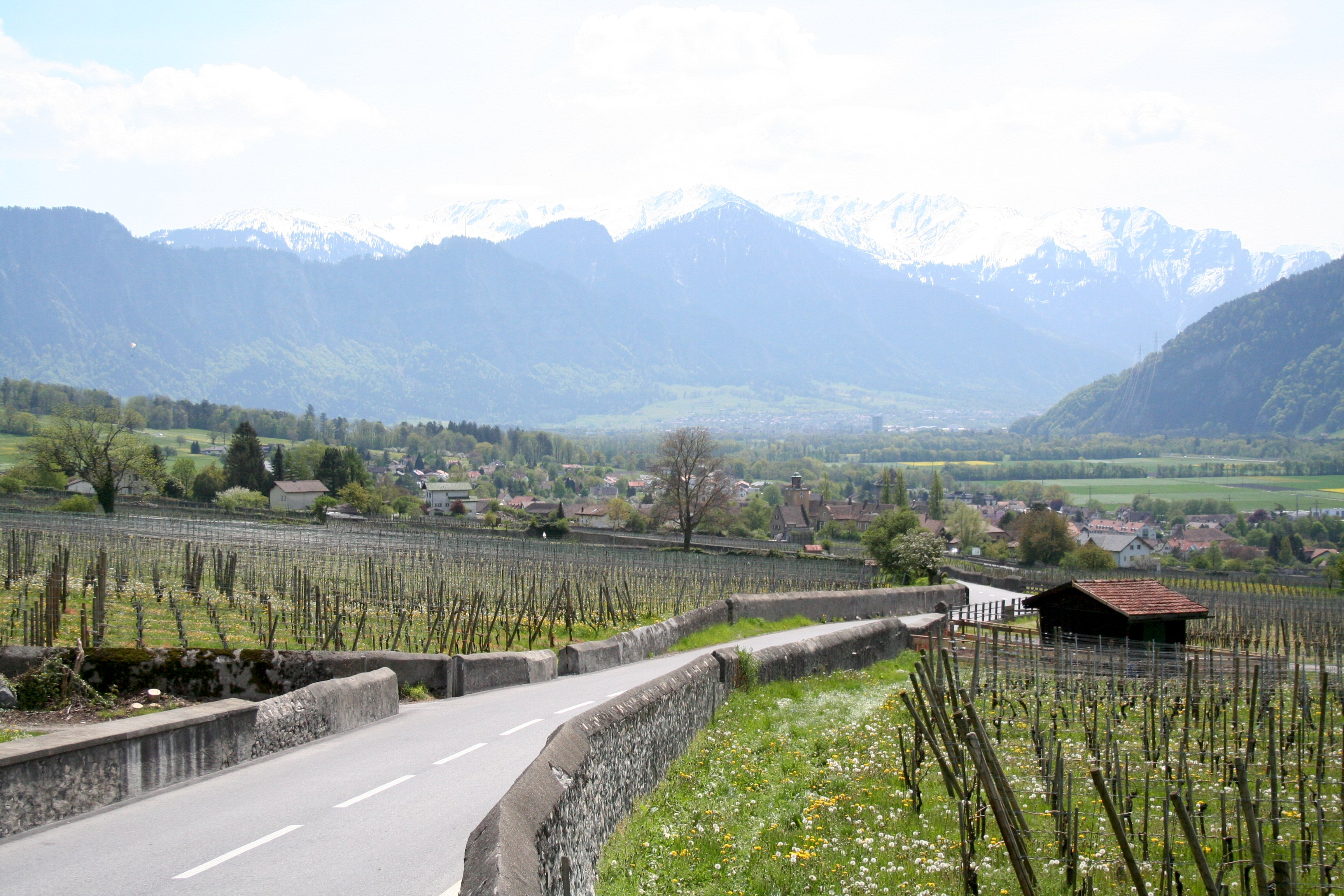
Vinice v okolí Maienfeldu

Vinařství hraje důležitou roli odnepaměti a je v obci největším hospodářským odvětvím. Vinice Schloss Salenegg je považována za nejstarší dosud existující vinici v Evropě. Hlavní odrůdou je Rulandské modré, které se dříve prodávalo pod názvem Beerliwein; dnes se s tímto názvem setkáte jen zřídka. Na druhém místě je Riesling-Silvaner, následuje Weissburgunder (Rulandské bílé), Chardonnay a Grauburgunder (Rulandské šedé). V Maienfeldu se pěstuje vinná réva na ploše 108,9 ha (z celkových 418,5 ha v Graubündenu). Je tak největší vinařskou obcí v kantonu Graubünden.
Zbytek zemědělství tvoří orná půda a chov dobytka. Je zde několik malých průmyslových podniků. Velká část pracujících obyvatel Maienfeldu dojíždí za prací do nejbližších větších měst, jako jsou Chur, Landquart, Sargans nebo Bad Ragaz.

## Doprava
Maienfeld leží na hlavní silnici č. 28 z Landquartu přes St. Luzisteig do Balzers a na dálnici A13. Na území obce se nachází exit 13 (Maienfeld) a část exitu 14 (Landquart). Železniční linka švýcarských spolkových drah SBB z Churu do Sargans a dále do St. Gallenu nebo Curychu obsluhuje stanici Maienfeld každou půlhodinu.